# Neuheit
Die Neuheit ist eine in vielen nationalen und übernationalen Patentgesetzen vorgeschriebene Voraussetzung für die Patentfähigkeit einer technischen Erfindung.

## Begriff
Gem. § 1 des deutschen Patentgesetzes von 1936 werden Patente für Erfindungen auf allen Gebieten der Technik erteilt, sofern sie neu sind. § 3 Abs. 1 PatG bestimmt, dass eine Erfindung als neu „gilt, wenn sie nicht zum Stand der Technik gehört. Der Stand der Technik umfasst alle Kenntnisse, die vor dem für den Zeitrang der Anmeldung maßgeblichen Tag durch schriftliche oder mündliche Beschreibung, durch Benutzung oder in sonstiger Weise der Öffentlichkeit zugänglich gemacht worden sind.“ Diese Definition umfasst alle Kenntnisse, die vor der Anmeldung der betreffenden Erfindung weltweit in jeder erdenklichen Weise der Öffentlichkeit zugänglich waren. Das kann unter anderem durch schriftliche oder mündliche Beschreibungen, Benutzung oder Ausstellung der Fall sein. Zu den schriftlichen Beschreibungen zählen zum Beispiel Bücher, Zeitschriften und andere Patente. Unter mündliche Benutzung fällt beispielsweise ein Vortrag auf einer Tagung.
Gleiches gilt gem. Art. 6 und 8 des französischen Patentgesetzes von 1968.
Im Patentzusammenarbeitsvertrag (PCT) von 1970 ist die Systematik ähnlich. Für die Zwecke der internationalen vorläufigen Prüfung, ob die beanspruchte Erfindung als neu anzusehen ist, gilt diese gem. Art. 33(2) PCT als neu, wenn sie nicht durch den Stand der Technik, wie er in der Ausführungsordnung umschrieben ist, vorweggenommen ist. Regel 33.1 der Ausführungsordnung versteht unter dem einschlägigen Stand der Technik für die internationale Recherche alles, „was der Öffentlichkeit irgendwo in der Welt mittels schriftlicher Offenbarung (unter Einschluss von Zeichnungen und anderen Darstellungen) zugänglich gemacht worden ist und was für die Feststellung bedeutsam ist, ob die beanspruchte Erfindung neu oder nicht neu ist und ob sie auf einer erfinderischen Leistung beruht oder nicht (d. h. ob sie offensichtlich ist oder nicht), vorausgesetzt, dass der Zeitpunkt, zu dem es der Öffentlichkeit zugänglich gemacht wurde, vor dem internationalen Anmeldedatum liegt.“
Auch die Legaldefinition des Stands der Technik in 54 des europäischen Patentübereinkommens (EPÜ) von 1977 entspricht dem absoluten Neuheitsbegriff.

## Einzelheiten

### Verhältnis zum Merkmal der erfinderischen Tätigkeit
Das Neuheitserfordernis ist von dem Erfordernis der erfinderischen Tätigkeit zu unterscheiden.
Eine Erfindung gilt gem. § 4 Satz 1 PatG als auf einer erfinderischen Tätigkeit beruhend, wenn sie sich für den Fachmann nicht in naheliegender Weise aus dem Stand der Technik ergibt. Gibt es am Anmeldetag noch nicht öffentlich zugängliche Patentanmeldungen im Sinne des § 3 Abs. 2 PatG, also Anmeldungen mit älterem Zeitrang, so stehen diese der Beurteilung als erfinderische Tätigkeit nicht entgegen (§ 4 Satz 2 PatG). Bereits eingelegte Patentanmeldungen, die noch nicht veröffentlicht wurden, sind jedoch zur Vermeidung von Doppelpatentierungen neuheitsschädlich.
Mit dieser Ausgestaltung löst das Kriterium der Neuheit den Konflikt zeitnah eingereichter Patentanmeldungen, der mangels Vorveröffentlichung gegeneinander nicht über das Kriterium der erfinderischen Tätigkeit gelöst werden kann. Das Ergebnis ist, dass die jüngere Anmeldung nichts patentieren kann, was in der älteren Patentanmeldung beschrieben ist. Zu beachten ist, dass auch bei der älteren Anmeldung ggf. deren Prioritätsdatum relevant ist, nicht deren Anmeldetag.

### Nachveröffentlichter Stand der Technik
Im europäischen Prüfungs- und Einspruchsverfahren wird gem. Art 54 Abs. 3 EPÜ bei der Beurteilung, ob eine Erfindung noch nicht zum Stand der Technik gehört und damit neu ist, der gesamte Inhalt einer bereits eingelegten, aber noch nicht veröffentlichten Patentanmeldung herangezogen (whole content approach). § 3 Abs. 2 PatG stellt auf deutsche, europäische und PCT-Anmeldungen mit Wirkung für Deutschland ab.
Im Gebrauchsmusterrecht wird dagegen nur das betrachtet, was Gegenstand einer früheren Anmeldung ist (§ 15 Abs. 1 Nr. 2 GebrMG, prior claims approach). Mit dieser Formulierung geht lediglich die Prüfung der Identität der Schutzansprüche einher.

### Praktische Relevanz
Eine Patentrecherche zum jeweiligen Stand der Technik, etwa in der Datenbank STN International, vermeidet kostspielige Doppelerfindungen.